# 양덕로 (포항시)
양덕로(Yangdeok-ro)는 대한민국 경상북도 포항시 북구 양덕동 중심부를 연결하는 도로이다.

## 노선 경로
- 삼거리
  - 양덕남로
- 사거리 명칭 미상
  - 장량로
- 삼거리 명칭 미상
  - 신덕로